# Hành chính công
Hành chính công là hoạt động thực thi quyền hành pháp của Nhà nước, là sự tác động có tổ chức và là sự điều chỉnh bằng quyền lực pháp luật của Nhà nước tới các quá trình xã hội và hành vi của con người thông qua việc các cơ quan hành chính Nhà nước từ trung ương đến địa phương tiến hành nhằm duy trì và phát triển các mối quan hệ xã hội và trật tự pháp luật, thoả mãn nhu cầu hợp pháp của công dân. Hành chính công trong công cuộc xây dựng và bảo vệ tổ quốc nhằm đạt được các mục tiêu của quốc gia một cách hữu hiệu nhất trong từng giai đoạn phát triển.
Quản lý hành chính công được thực hiện bởi các công chức, những người làm việc trong các cơ quan, tổ chức công ở mọi cấp của chính phủ và có nhiều nhiệm vụ khác nhau. Trong đó có thể là thu thập và phân tích số liệu thống kê, giám sát quỹ, soạn thảo luật, phát triển chính sách, thi hành chính sách của chính phủ. Công chức có thể đảm nhiệm nhiều vai trò khác nhau như nhà phân tích chính sách, biên tập, nhà quản lý của các cơ quan tổ chức nhà nước ở mọi cấp.
Hành chính công là một ngành khoa học. So với những ngành liên quan khác như khoa học chính trị, hành chính công khá mới và nổi lên từ thế kỷ 19. Là ngành có nhiều chuyên ngành nhỏ, nó có nhiều học thuyết và khái niệm phát triển từ chính trị học, kinh tế học, xã hội học, luật hành chính, quản trị học và một số ngành khác. Mục tiêu của ngành này liên quan đến các giá trị dân chủ nhằm phát triển sự công bằng, sự công lý, sự an toàn, sự hiệu quả của các dịch vụ công cộng; quản trị kinh doanh thì chủ yếu quan tâm đến lợi nhuận.

## Nơi đào tạo
Hiện nay, lĩnh vực đào tạo về Hành chính chỉ có 1 đơn vị duy nhất, đó là: Học viện Hành chính Quốc Gia (Việt Nam).

## Định nghĩa theo các cách tiếp cận
- Chính trị: Hành chính công là hoạt động liên quan đến xây dựng và thực thi chính sách công như tư vấn chính sách, xây dựng dự thảo. Hành chính công cũng là người thực thi đầy đủ Hiến pháp và pháp luật của Nhà nước
- Pháp lý: Hành chính công là luật tổng hành động đưa pháp luật vào đời sống, ban hành ra các văn bản dưới luật để thể hiện luật, triển khai các văn bản pháp luật của Nhà nước và biến các ý tưởng đó thành sản phẩm cụ thể[2]

## Nhiệm vụ của Hành chính công
1. Chỉ huy, lãnh đạo, phối hợp và kiểm soát mọi hoạt động của các chủ thể cá nhân trong quốc gia để đạt được mục tiêu quốc gia
2. Duy trì và phát triển cao các mối quan hệ giữa xã hội và pháp luật, thoả mãn nhu cầu hợp pháp của con người[3]

## Sự khác biệt giữa hành chính công và hành chính tư
1. Mục tiêu hoạt động: Đặc điểm nổi bật của bất kỳ một cơ quan Hành chính công nào là hoạt động vì mục đích công cộng, lợi ích của cộng đồng, trong khi đó mục tiêu chủ yếu của hành chính tư là lợi nhuận, phục vụ mọi người vì động cơ lợi nhuận.
2. Tính chính trị: Hành chính công vì tính chất chính trị của tổ chức, trong mọi hoạt động của mình Hành chính công luôn mang màu sắc chính trị và bị các mục tiêu chính trị chi phối, gây ảnh hưởng. Nhưng hành chính tư lại không hề có màu sắc chính trị, nó hoạt động mà không hề bị tác động bởi một động cơ chính trị nào.
3. Tính quyền lực: Hành chính công mang tính quyền lực Nhà nước, tính mệnh lệnh cưỡng chế rất cao. Hành chính tư không mang tính quyền lực Nhà nước tính cưỡng chế không cao.
4. Cơ sở pháp lý: Hành chính công có những thủ tục hết sức phức tạp, phải tuân theo một trình tự thủ tục do pháp luật quy định, không được phá bỏ, nó luôn luôn cứng nhắc, mang tính quan liêu, chậm chạp, hiệu quả hoạt động thấp. Còn Hành chính tư cũng phải tuân theo một số quy tắc nhưng nó lại mềm dẻo và linh hoạt hơn rất nhiều và thủ tục thì đơn giản và dễ dàng thực hiện.
5. Quy mô tổ chức hoạt động: Quy mô của Hành chính công trên nguyên tắc rất lớn, có thể bao trùm cả xã hội hay một lĩnh vực rộng lớn. Nhưng Hành chính tư lại có quy mô linh hoạt, tuỳ vào từng tổ chức mà áp dụng quy mô.
6. Hoạt động của Hành chính công chịu áp lực của xã hội và mọi quyết định của Hành chính công đều phù hợp và đáp ứng được lợi ích của cộng đồng, đó là sự đồng hành của Hành chính công với xã hội, nghĩa là mọi quyết định hay hoạt động của Hành chính công phải tham khảo ý kiến của công chúng, còn hành chính tư không cần quan tâm đến điều này.
7. Tài chính hoạt động: hành chính công sử dụng mặt khối lượng lớn về vật chất và tài chính hoạt động nên sai sót của nó ảnh hưởng lớn đến kinh tế- xã hội. Tài chính hoạt động từ ngân sách Nhà nước. Hành chính tư sử dụng khối lượng nhỏ tài chính vật chất sai sót ảnh hưởng ở phạm vi nhỏ, tài chính hoạt động tự có.
8. Chủ thể và khách thể của Hành chính công và Hành chính tư khác nhau. Chủ thể của Hành chính công là các cơ quan của NN, các cá nhân được uỷ quyền và các chủ thể này có những đặc điểm là mang tính quyền lực Nhà nước, hoạt động rộng khắp trên các mặt của đời sống xã hội, quản lý thông qua các quyết định hành chính và hành vi hành chính. Còn hành chính tư chủ thể của có thể là cá nhân hay tổ chức đứng ra thành lập tổ chức đó, chủ thể này chỉ có quyền lực tổ chức, chỉ có quyền quản lý trong phạm vi tổ chức, họ có thể quản lý tổ chức bằng nhiều biện pháp và hình thức mà pháp luật cho phép.
9. Yêu cầu đối với đội ngũ những người tham gia hoạt động: Kỹ năng cần có đối với nhà hành chính lớn hơn rất nhiều so với nhà điều hành doanh nghiệp.[4]